# 馬乘風
馬乘風（1906年10月4日—1992年1月22日），名鴻昌。河南省宜陽縣蓮莊鄉中石村人。民國37年（1948年）在河南省第六選區當選第一屆立法委員。

制憲國民大會代表

## 生平[1][2][3][4][5][6]
- 中央軍事政治學校畢業
- 北平中國大學教授兼北平市立商業專科學校校長
- 國民參政會第一、二、三、四屆參政員
- 與許聞天、劉不同等在京密謀組織孫文主義革命同盟
- 1952年2月2日（陰曆正月3日）夜十時，被以「保匪諜趙守志（曾任中國國民黨河南省黨部委員，扺台後被以匪諜罪處死刑，旋遭槍決）入台，而知情不報」叛亂罪名判處無期徒刑，1972年8月28日以“思想已有改進，目前無安全顧慮”奉總統（61）台統（二）藩字第122號代電減刑為有期徒刑15年，褫奪公權十年，1972年10月25日獲釋出獄[7]
- 1957年6月，因案經臺灣省保安司令部判處無期徒刑，並褫奪公權終身。依法註銷名籍[8]